# Jean François Heymans
Jean François Heymans (Goyck, Província de Brabant, Bélgica, 25 de dezembro de 1859 — Middelkerke, 10 de abril de 1932) foi um médico e investigador belga.
J. F. Heymans, estudou na Universidade de Louvain, tendo-se formado em Ciências em 1884 e em Medicina em 1887.
Fez diversas viagens de estudo como por exemplo a Paris em 1886 e a Berlim no período de 1887 a 1890, onde foi professor assistente de Bois-Reymond..
Em 1890, foi nomeado professor em Gante, onde criou o primeiro laboratório de farmacodinâmica da Bélgica.
Em 1925 foi nomeado como primeiro reitor da universidade flamenga de Gante.
Foi agraciado com o Prémio Alvarenga, de Piauhy pela Académie royale de Médecine de Belgique em (1892-1893), (1893-1894), (1894-1895) e (1895-1896).
Jean François Heymans foi pai de Corneille Heymans (Prémio Nobel de Fisiologia ou Medicina 1938).